# Poiana Blenchii
Poiana Blenchii è un comune della Romania di 1 266 abitanti, ubicato nel distretto di Sălaj, nella regione storica della Transilvania. 
Il comune è formato dall'unione di quattro villaggi: Fălcușa, Gostila, Măgura, Poiana Blenchii.